# Fuscoporia
Fuscoporia ist eine Pilzgattung, die von den Feuerschwämmen im engeren Sinn (Phellinus s. str.) abgetrennt wurde.
Die Typusart ist der Rostbraune Feuerschwamm (Fuscoporia ferruginosa).

## Merkmale
Das einjährige Hymenophor der Holzbewohner ist relativ dünn, ausgegossen oder konsolenförmig und liegt manchmal flach am Substrat an. Der oft dünne [Context] (Trama) ist braun. Die kurzen, braunen und ungeschichteten Röhren sind normalerweise regelmäßig, klein und dünnwandig. Die rundlichen bis kugeligen Sporen sind glattwandig und farblos. Zystiden sind fast immer vorhanden. Die Poren fallen mit 2–7 pro mm unterschiedlich groß aus. Sie sind hexagonal oder unregelmäßig geformt und werden manchmal labyrinthisch.

## Arten
Für Europa werden folgende Arten angegeben bzw. sind dort zu erwarten:
| Deutscher Name              | Wissenschaftlicher Name | Autorenzitat                                               |
| --------------------------- | ----------------------- | ---------------------------------------------------------- |
| Großporiger Feuerschwamm    | Fuscoporia contigua     | (Persoon 1801 : Fries 1821) G. Cunningham 1948             |
| Schmalsporiger Feuerschwamm | Fuscoporia ferrea       | (Persoon 1825 : Fries 1832) G. Cunningham 1948             |
| Rostbrauner Feuerschwamm    | Fuscoporia ferruginosa  | (Schrader 1794 : Fries 1821) Murrill 1907                  |
|                             | Fuscoporia gilva        | (Schweinitz 1822 : Fries 1828) T. Wagner & M. Fischer 2002 |
| Rotporiger Feuerschwamm     | Fuscoporia torulosa     | (Persoon 1818) T. Wagner & M. Fischer 2001                 |
| Dünner Feuerschwamm         | Fuscoporia viticola     | (Schweinitz 1828 : Fries 1828) Murrill 1907                |